# Alba Fehérvár
O Alba Fehérvár  é um clube profissional de basquetebol situado na cidade de Székesfehérvár, Fejér, Hungria que disputa atualmente a Liga Húngara e a Copa Europeia.

## Temporada por Temporada
| Temporada | Nível | Liga   | Pos. | Pós Temporada     | Competições Europeias    | Competições Europeias |
| --------- | ----- | ------ | ---- | ----------------- | ------------------------ | --------------------- |
| 2004-05   | 1     | NB I/A | 3    | Semifinalista     | 4 FIBA EuroCup Challenge | PL                    |
| 2005-06   | 1     | NB I/A | 3    | Finalista         |                          |                       |
| 2006-07   | 1     | NB I/A | 6    | Quartas de Finais |                          |                       |
| 2007-08   | 1     | NB I/A | 4    | Semifinalista     |                          |                       |
| 2008-09   | 1     | NB I/A | 3    | Quartas de Finais |                          |                       |
| 2009-10   | 1     | NB I/A | 5    | Quartas de Finais |                          |                       |
| 2010–11   | 1     | NB I/A | 2    | finalista         |                          |                       |
| 2011–12   | 1     | NB I/A | 2    | Semifinalista     |                          |                       |
| 2012–13   | 1     | NB I/A | 1    | Campeão           |                          |                       |
| 2013–14   | 1     | NB I/A | 2    | Quartas de Finais | 2 Eurocopa               | TR                    |
| 2014-15   | 1     | NB I/A | 8    | Temporada Regular |                          |                       |
| 2015-16   | 1     | NB I/A | 1    | Finalista         |                          |                       |
| 2016-17   | 1     | NB I/A | 1    | Campeão           | 4 Copa da Europa         | SF                    |
| 2017-18   | 1     | NB I/A |      |                   | 4 Copa da Europa         | OF                    |
| 2018-19   | 1     | NB I/A | 11º  |                   | 4 Copa da Europa         | QF                    |
| 2019-20   | 1     | NB I/A | 6º   |                   |                          |                       |
| 2020-21   | 1     | NB I/A | 5º   | Quartas de finais |                          |                       |
| 2021-22   | 1     | NB I/A | 4º   | Semifinalista     |                          |                       |
| 2022-23   | 1     | NB I/A | 3º   | Finalista         |                          |                       |
| 2023-24   | 1     | NB I/A | 2º   | Semifinalista     | 4 Copa da Europa         | TR                    |
| 2024-25   | 1     | NB I/A | 7º   | Quartas de finais | 4 Copa da Europa         | TR                    |

## Honras

### Competições Domésticas
Liga Húngara
- Campeões(5): 1997–98, 1998–99, 1999–00, 2012–13, 2016-17
- Finalista (3): 2005–06, 2010–11, 2015–16, 2022-23
- Terceiro Lugar (5): 1995–96, 2003–04, 2004–05, 2007–08, 2011–12

Copa da Hungria
- Campeões (3): 1999, 1990, 2013
- Finalistas (3): 2004, 2005, 2011

### Competições Europeias
- Liga Centro-Europeia de Basquetebol (1):
  - 2009